# Spanische Verfassung von 1869
Die Spanische Verfassung von 1869 trägt die Bezeichnung Demokratische Verfassung der Spanischen Nation (Constitución democrática de la nación española).
Die Verfassung wurde nach dem Sturz der Königin Isabella II. von einer Verfassunggebenden Versammlung am 6. Juni 1869 beschlossen. Sie sah eine konstitutionelle Monarchie vor.

## Entwicklung der Verfassung
In der Mitte der 1860er Jahre nahm das Einverständnis der Bevölkerung mit der Regierung Königin Isabellas II. immer stärker ab. Willkürliche Amtsenthebungen von Professoren und das militärische Vorgehen gegen demonstrierende Studenten wie auch das Verbot verschiedener Zeitungen brachte die Intelligenz gegen die Regierung auf. Für die Rezession und eine Reihe von Bankenzusammenbrüchen wurde von den bürgerlichen Kreisen auch die Wirtschaftspolitik der Regierung verantwortlich gemacht. Die Verbannung verschiedener Generale brachte das Militär gegen die Regierung auf. Selbst im privaten Bereich verlor die Königin durch die Ausweisung ihres Schwagers, des  Herzogs von Montpensier, dem vorgeworfen wurde, Isabella II. stürzen zu wollen, viel Ansehen. Verschiedene Pronunciamientos schlugen fehl, weil die verschiedenen Oppositionsgruppen von dem Zeitpunkt überrascht wurden und sich kaum oder nur zögerlich beteiligten.
Im August 1866 trafen sich in Ostende in Belgien die im Exil lebenden führenden Repräsentanten der Progressisten und der Demokraten. Sie einigten sich darauf, allgemeine Wahlen zu einer Verfassunggebenden Versammlung anzustreben, um dann der Verfassunggebenden Versammlung die Entscheidung über die Regierungsform zu lassen. Diesem Vertrag von Ostende schlossen sich, nach dem Tod Leopoldo O’Donnells im November 1867 auch die Unionisten an. Während General  Narváez als Ministerpräsident der Moderados wenigstens sein persönliches Prestige als Ministerpräsident für die Königin einsetzen konnte, entfiel mit seinem Tod im April 1868 auch diese Unterstützung Isabellas.
Als die Regierung unter Luis González Bravo den  Etat der Marine kürzte, war das der Anlass dafür, dass am 18. September 1868 in Cádiz ein Pronunciamiento veröffentlicht wurde, dass zu einer allgemeinen Erhebung führte. Innerhalb weniger Tage schlossen sich nicht nur viele Militärs dem Aufstand an, in vielen Städten wurden Juntas del Gobierno gebildet, um die Lokal- oder Provinzverwaltung zu übernehmen. Bereits am 19. September trat der Ministerpräsident González Bravo von seinem Amt zurück. Nachdem die königstreuen Truppen unter General Manuel Pavia y Lacy, Marqués Novaliches am 28. September 1868 in der Schlacht von Alcolea durch eine Armee unter dem Befehl von General  Serrano geschlagen wurden, begab sich Königin  Isabella nach Frankreich ins Exil. Die Regierung in Madrid wurde vorerst von einer Junta Superior Revolucionaria übernommen. Am 3. Oktober wurde General Serrano zum Vorsitzenden des Ministerrates ernannt.
Am 9. November 1868 wurde das Gesetz über die Durchführung allgemeiner Wahlen erlassen. In diesem Gesetz werden Kommunalwahlen, Wahlen zu den Provinzialräten und die Wahlen zu den Cortes grundsätzlich geregelt. Vom 15. bis zum 18. Januar wurde dann eine Verfassunggebende Versammlung gewählt. Wahlberechtigt waren 3,8 Millionen Spanier. Das waren 24 % der Bevölkerung. Am 11. Februar 1869 traten die Verfassunggebenden Cortes (Cortes Constituyentes) zu ihrer Eröffnungssitzung zusammen. 236 Abgeordnete wurden der monarchisch-demokratischen Richtung zugerechnet, darunter waren 156 Progressisten. Die Republikaner erhielten 85 Sitze. Am 1. Juni 1869 wurde die neue Demokratische Verfassung der Spanischen Nation (Constitución democrática de la nación española) verkündet. In der Verfassung hatten die Cortes sich für die Regierungsform einer demokratischen Monarchie (Konstitutionelle Monarchie) entschieden.
Darüber, wer König werden sollte, bestand aber Uneinigkeit. Die Wiedereinsetzung Königin  Isabellas oder ihres Sohnes Alfons kam für die Mehrheit der Abgeordneten nicht in Frage. Eine große Anzahl potentieller Kandidaten lehnte die ihnen angebotene Krone ab. Für eine Übergangszeit, die 19 Monate dauerte, wurde am 16. Juni 1869 General  Serrano zum Regenten gewählt. Am 16. November 1870 wurde  Amadeus von Savoyen mit 191 von 311 Stimmen von den Cortes gewählt und nach seiner Ankunft in Madrid am 2. Januar 1871 zum König proklamiert. Er war zwar mit einer ausreichenden Mehrheit gewählt worden, erhielt aber weder von den Parteien noch von der Kirche oder vom spanischen Adel Unterstützung. Am 10. Februar 1873 dankte Amadeus ab. Am 11. Februar versammelten sich die beiden Kammern der Cortes, der Kongress und der Senat, gemeinsam als Nationalversammlung (Asamblea Nacional). Mit 258 gegen 32 Stimmen wurde ein Antrag beschlossen, der die Republik zur Staatsform der Nation bestimmte.

## Inhalt

### Deklaratorischer Teil
In der Präambel wurde die Festigung des Rechts, der Freiheit und der Sicherheit als Ziel der Verfassung angegeben. Die Legitimität der Cortes die Verfassung erlassen zu können wurde aus den allgemeinen Wahlen abgeleitet. Die Verfassung wurde nicht als ein Vertrag zwischen dem Volk und dem König gesehen, sondern als eine Feststellung dessen, was der Wille des Volkes ist.
Zur Souveränität gab es eine klare Aussage: Im Artikel 32 wurde wörtlich die Formulierung La soberanía reside esencialmente en la Nación, (Die Souveränität wohnt ihrem Wesen nach der Nation inne) aus Art. 3 der Verfassung von Cádiz übernommen. Die Rechte der Spanier wurden in einem Abschnitt zusammengefasst und gegenüber früheren Verfassungen stark ausgeweitet u. a. um die Vereinigungsfreiheit. Der Staat sah sich verpflichtet die katholische Kirche zu unterhalten. Die öffentliche und private Ausübung anderer Religionen wurde Ausländern und Spaniern erlaubt.

### Organisatorischer Teil
Die Cortes bestanden aus zwei gleichberechtigten  Kammern, dem Senat und dem Kongress. Die Abgeordneten waren Vertreter der ganzen Nation nicht ihrer Wahlkreise. Sie hatten kein imperatives Mandat. Die Kongressabgeordneten wurden in allgemeiner Wahl von der über 25 Jahre alten männlichen Bevölkerung gewählt. Die Wahlperiode der Kongressabgeordneten betrug drei Jahre. Der Senat sollte alle drei Jahre zu einem Viertel neu besetzt werden. Die Zusammensetzung und die Art der Wahl der Mitglieder des Senates machten ihn zu einem Zwischending zwischen Territorialvertretung und Honoratiorenkammer. Die Senatoren wurden in einem indirekten Wahlverfahren auf Provinzebene gewählt. Die Kandidaten mussten bestimmte politische, militärische, kirchliche oder universitäre Ämter innehaben oder innegehabt haben.
Der König berief das Parlament ein. Er konnte es in gewissen Grenzen beurlauben oder auflösen. Die Cortes sollten jeweils zum 1. Februar des Jahres einberufen werden und wenigstens vier Monate im Jahr tagen. Die Kammern bestimmten ihre Präsidenten selber. Die Abgeordneten besaßen Immunität und Indemnität. Der König und beide Kammern hatten das Recht  Gesetzesinitiativen einzubringen. Ein Vetorecht des Königs war in der Verfassung nicht geregelt. Der Abschnitt über die öffentlichen Gewalten nahm eine eindeutige Teilung und Zuweisung der Gewalten vor. Der König wurde als die oberste ausführende Gewalt dargestellt, er übte diese Gewalt aber nicht selber aus, sondern bediente sich dazu der Minister. Dieser Status hatte eine gewisse Ähnlichkeit mit der Stellung des Präsidenten wie er später im Artikel 49 der nicht in Kraft getretenen Verfassung der Ersten Republik als Poder de relacion (vermittelnde Kraft) beschrieben wird.
Die Unabhängigkeit der Gerichte wurde durch eine vereinfachte Organisation, Selbstverwaltung und klare Instanzenwege verbessert. Geschworenengerichte waren vorgesehen.
Eine Änderung der derzeitigen Regierung der Überseeischen Provinzen sollte die Rechte so angleichen, dass sie der Verfassung entsprachen. Die Verwaltung der Philippinen sollte durch ein Gesetz reformiert werden.
Provinzialmilizen waren in der Verfassung nicht vorgesehen, waren aber nicht ausgeschlossen. Den Provinz- und Stadtverwaltungen wurden Selbstverwaltungsrechte zugebilligt, die durch neue Gesetze geregelt werden sollten.
Eine Verfassungsänderung sollte von neuen Cortes, die als Verfassunggebende Cortes einzuberufen waren, beschlossen werden können.